# Библиография на Колин Фалконър
Това е библиографията на Колин Фалонър, псевдоним на Колин Боулс, австралийски писател от британски произход, автор на бестселъри в жанровете исторически роман и исторически трилър, съвременен роман, книги за деца, сатира и документалистика. Пише и под псевдонима Марк Дърбанвил за съвременните си романи. 

## Като Колин Фалконър

### Самостоятелни романи
- Venom (1989)
- Deathwatch (1991)
- Triad (1995)
Триада, изд.: „Атика“, София (1996), прев. Петко Петков
- Dangerous (1996)
- Disappeared (1997)
- Aztec (1999)
- My Beautiful Spy (2005)
Моята прекрасна шпионка, изд.: ИК „Бард“, София (2006), прев. Олга Герова
- Pearls (2006)
Ловци на бисери, изд.: ИК „Бард“, София (2008), прев. Таня Виронова
- Stairway to the Moon (2007)
- Cleopatra: Daughter of the Nile (2012)
- Seraglio (2012)
- Bitter Moon Lane (2012)
- Corrigan's Run (2012)
- Nights in the Sun (2012)
- Istanbul (2013)
- The Black Witch of Mexico (2014)
- Valhalla Atlantis (2016)
- A Great Love of Small Proportion (2016)
- Blood Moon Over Zanzibar (2016)
- The Good Daughter (2017)
- The Unkillable Kitty O'Kane (2017)
Невероятната съдба на Кити О'Кейн, изд. „ Бард“ (2019), София, прев. Катя Перчинкова
- A Vain and Indecent Woman (2018)
- Loving Liberty Levine (2019)

### Серия „Епични приключения“ (Epic Adventures)
1. Silk Road (2011)
Пътят на коприната, изд.: „Унискорп“, София (2014), прев. Евелина Пенева
2. Stigmata (2012)
Стигмата, изд.: „Унискорп“, София (2015), прев. Евелина Пенева
3. Lord of the Atlas (2021)
4. Harem (1992)
Харем, изд.: „Унискорп“, София (2008), прев. Мария Чайлд Харем, изд. „Санома Блясък България“ (2014), прев.
5. When We Were Gods: A Novel of Cleopatra (2000)
6. Colossus (2015)
7. Feathered Serpent: A Novel of the Mexican Conquest (2002)
8. Venom (1990)
9. Fury: Book 1 - Live For Me (1993)
10. Fury: Book 2 - Sleeping with the Enemy (2022)
11. Fever Coast (2022)
12. East India (2014)
Източна Индия, изд. „Калпазанов“ (2016), прев. Тодор Стоянов
13. Ends of the Earth (2023)
14. Converso (2024)
15. An Ambush of Tigers (2025)

### Серия „Истории от 20 век“ (20th Century Stories)
- Anastasia (2003)
Анастасия, изд.: ИК „Бард“, София (2004), прев. Славянка Мундрова
- Isabella: Braveheart of France (2013)
Изабела: смелото сърце на Франция, изд. „Калпазанов“ (2013), прев. Милко Стоименов
- War Baby (2013)
- Sleeping With The Enemy (2017)
- Live For Me (2018)

### Серия „Маделин Фокс“ (Madeleine Fox)
1. Rough Justice (1999)
2. The Certainty of Doing Evil (2000)
Разпъната от тайни, изд.: „Атика“, София (2001), прев.

### Серия „Йерусалим“ (Jerusalem)
1. Jerusalem (2012)
2. Freedom (2012)
3. Zion (2012)
4. Israel (2012)

### Серия „Опиум“ (Opium)
1. Opium (1994)
2. Air Opium (2012)
3. Chasing the Dragon (2012)
4. Eye of the Tiger (2012)
5. Godless (2012)

### Серия „Голи“ (Naked) или „Момичето от Хавана“ (Havana Girl)
1. Naked In Havana (2013), издаден и като Havana Girl
Момичето от Хавана, изд. „Калпазанов“ (2014); изд. „ SBB Media“ (2019), прев. Милко Стоименов
2. Naked In LA (2013), издаден и като LA Woman
Момичето от Ел Ей, изд. „ SBB Media“ (2019), прев. Милко Стоименов
3. Naked in Saigon (2013), издаден и като Saigon Wife
Момичето от Сайгон, изд. „ SBB Media“ (2019), прев. Милко Стоименов

### Серия „Детективска агенция „Уилям Шекспир“ (William Shakespeare Detective Agnecy)
1. The School of Night (2014)
2. The Dark Lady (2015)

### Серия „Инспектор Чарли Джордж“ (DI Charlie George)
1. Lucifer Falls (2018)
2. Innocence Dies (2019)
3. Angels Weep (2020)
4. Cry Justice (2021)

### Новели
- The House of Special Purpose (2012)
- East India (2014)
Източна Индия, изд. „Калпазанов“ (2016), прев. Тодор Стоянов

### Документалистика
- The Year We Siezed The Day (2014) – с Елизабет Бест
- Colin Falconer's Sneak Peeks (2014)

## Като Марк Дърбанвил

### Серия „Голият съпруг“ (Naked Husband)
1. The Naked Husband (2004)
2. The Naked Heart (2005)

## Като Колин Фоулс
- The Wit's Dictionary (1984)
- G'day, Teach Yourself Australian (1986)
- Flying blind (1986, 1988)
- Flying hazzard (1987)
- Hazzard in the air (1988, 1989)
- The cheat's guide to golf  (1989)
- Aussie watching : a guide to the native Australian (1990)
- The beginner's guide to fatherhood : how to cope with life, before, during and after birth (1992)
- Heroes & dragons (1995)
- The little book of immorals : five & twenty tall tales that tell it like it is (1996)
- The witch of Endor Street  (1996)
- Surfing Mr Petrovic (1997)
- Going off (1999)
- Wasted (2001)
- Nights in the sun (2003)
- The year we seized the day : a true story of frinendship [sic.] and renewal on the Camino (2003, 2007, 2010) – с Елизабет Бест
- I've been flushed from the bathroom of your heart : the 100 worst songs ever (2008)